# Natuzza Evolo
Fortunata « Natuzza » Evolo est une mystique italienne née le 23 août 1924 à Paravati, une frazione de la commune de Mileto, dans la province de Vibo Valentia (Calabre, diocèse de Cosenza) et morte le 1er novembre 2009 dans sa ville natale.
De nombreux ouvrages lui ont été consacrés en Italie, par exemple celui de Valerio Marinelli, professeur à la Faculté des Arts et Métiers de l'Université de Calabre comportant cinq volumes de témoignages passés au crible de la critique,.
Elle a affirmé avoir fait l’objet de nombreuses expériences mystiques tout au long de sa vie dont certaines furent prises en compte par l'Église catholique. Ainsi, en 1944, Natuzza raconta l'une de ses visions où lui était demandée la construction « d'une grande maison pour soulager les jeunes, les personnes âgées et tous ceux qui se trouvent dans le besoin, ainsi qu'une grande église que l'on appellerait « Cœur Immaculé de Marie refuge des âmes ». Quarante-trois ans plus tard, le 13 mai 1987, l'évêque de Mileto, Mgr Domenico Tarcisio Cortese, donna son accord pour la création d'une association devenue ensuite une fondation, qui portait ce nom et qui avait pour but la réalisation de cette œuvre. 
La cause pour sa béatification et canonisation a été engagée par l'Église catholique en 2019, au titre duquel elle est considérée comme servante de Dieu.

## Biographie

### Famille
Natuzza Evolo était l’aînée d’une famille extrêmement modeste. Son père, privé de ressources, fut contraint d’émigrer en Argentine. Sa mère se prostitua pour nourrir ses enfants.

### Jeunesse

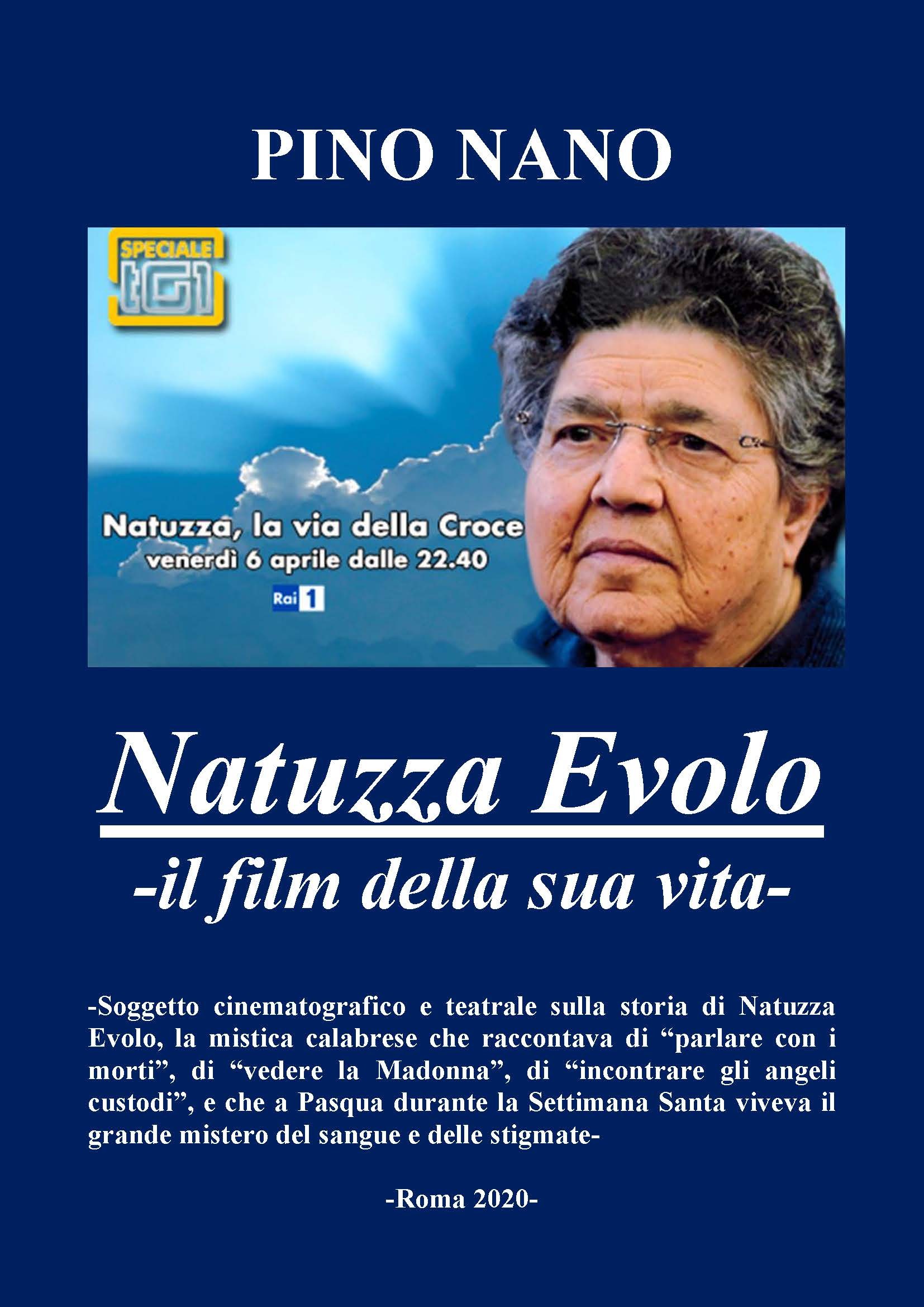
Affiche du film relatant la vie de Natuzza Evolo.

À l'âge de huit ans, elle commença à travailler et elle entra au service d'un avocat, Silvio Colloca. Ses charismes mystiques apparurent tôt. Très croyante, la jeune femme voulut donner sa vie au Seigneur. Mais son désir de devenir religieuse fut contrarié, car il est compliqué de concilier expériences mystiques permanentes et régularité monastique. Elle épousa donc Pasquale Nicolace, un menuisier, qui lui donna cinq enfants. Pour elle, le mariage constitue une des vocations chrétiennes parmi les plus élevées.  
La vie mystique de Natuzza Evollo était caractérisée par la quantité et la variété des phénomènes qu’elle vivait.

### Apparitions
Natuzza est d’abord une « voyante », au sens mystique du terme : le Christ, la Vierge, les saints, les morts se manifestent à elle dans le cadre d’expériences visuelles intenses. 
- Le Christ et la Vierge Marie lui apparurent le Vendredi Saint de 1964, puis à différentes dates, jusque dans les années 1990, notamment pendant le Carême et les vendredis saints ;
- De nombreux saints de toutes époques se manifestèrent également ; ainsi, saint François de Paule lui apparaît en vision dès 1932.
- Le diable se manifesta à elle et elle affirma avoir été frappée par lui[4],[5].
- Des morts lui sont apparus, même si elle n'avait pas d'attrait pour l’occultisme : ce phénomène n’étant jamais recherché par elle, il s'impose à elle, presque chaque jour entre 1939 et la fin des années 1950 et il a peu à peu diminué avant de disparaître en 1960. Une de ces premières manifestations eut lieu un jour où, travaillant chez son patron, elle affirma qu'en entrant dans la chambre des enfants, elle avait vu trois personnes assises sur les lits. Un peu étonnée, elle les pria d’aller s’asseoir au salon. Les intrus lui dirent qu’ils étaient morts. Très troublée, elle courut annoncer à sa patronne qu’il y avait trois morts assis sur les lits des enfants. MMe Alba se tourna alors en riant vers son beau-père, notaire, Antonio Colloca, lequel s’adressant à Natuzza, lui dit : « S’ils sont morts, pourquoi ne leur demandes-tu pas leurs noms ? » Natuzza retourna alors rapidement à la chambre, le temps de faire la demande suggérée, et revint en annonçant : « Ils s’appellent Nannina, Raffaele et Concettal. » Tout étonné, le notaire remarqua que trois personnes de la famille portant ces noms étaient mortes il y avait longtemps[6],[7].

Natuzza prétendait reconnaître les âmes du Paradis de ceux du Purgatoire ou de l'Enfer, à ce qu'elles sont soulevées au-dessus du sol,. Elle fit parfois partager ses visions, par exemple lorsque la secrétaire d'un parlementaire put voir avec elle sa fille suicidée
Natuzza affirmait pouvoir recevoir des morts des messages dans des langues étrangères bien qu'elle n'en connût aucune. Selon elle, son ange gardien lui murmurait ce qu'il fallait dire et elle n'avait qu'à le répéter à voix haute,.

### Médiumnité à incorporation
Au cours de certaines transes, Natuzza ne répétait plus ce que lui disait son ange gardien. Alors, ce sont les morts qui parlaient à travers elle : les timbres de voix étaient alors très différents du sien et correspondaient à ceux des défunts que les personnes présentes pouvaient reconnaître comme ceux de parents ou d'amis décédés. Presque toujours ces voix déclinaient leur identité. Natuzza tombait alors dans une sorte de profonde léthargie ; il arrivait même que ces « êtres » parlent à travers elle en des langues inconnues d’elle et de son entourage (xénoglossie). Ces transes disparurent en 1958 quand commencèrent à apparaître sur Natuzza les signes de la Passion du Christ, les stigmates.
Silvio Coloca affirma avoir entendu la voix d'un de ses parents, maçon, mort en refusant les Sacrements et l'assistance d'un prêtre, : « J'entendis la voix rauque et douloureuse d'un vieillard : "Très cher neveu, je suis ton oncle. Je souffre, pour moi il n'y a pas d'espoir, je suis condamné au feu éternel, pour moi, il n'y a pas d'espoir ; pour moi ce sont des souffrances atroces, épouvantables." »
Natuzza était cependant convaincue qu'à la fin des temps l'enfer disparaîtrait.

### Bilocations
Natuzza était également sujette aux bilocations, à la manière de bien d’autres mystiques chrétiens, canonisés ou non comme Alphonse de Liguori, Padre Pio, Yvonne-Aimée de Malestroit. Elle ne se sentait pas « en voyage » ni partir « ailleurs ». Elle affirmait se trouver en deux (et parfois en trois) endroits en même temps. Natuzza Evolo eut ainsi sa première bilocation vers 1935 quand elle se retrouva en un instant au domicile argentin de son père en Argentine. Elle ne le connaissait qu'en photo. Elle apparut devant lui et il lui demanda si elle était morte ; elle lui répondit qu'elle ne savait comment elle était arrivée chez lui. Revenue dans son corps, elle décrivit en détail la maison de son père à ses proches qui crurent à une affabulation. Mais peu après arriva une lettre du père de Natuzza dans laquelle il raconta avoir vu sa fille ; puis des personnes apparentées qui connaissaient le domicile argentin du père de Natuzza confirmèrent la description qu'en avait faite Natuzza,.

### Hémographie
Selon le quotidien de la Conférence épiscopale italienne, le phénomène d'hémographie se produisit la première fois, le 26 juillet 1936, et les médecins cherchèrent, sept heures durant, à comprendre ce qu'il se passait. Par la suite, régulièrement, du sang perlait en plusieurs endroits de son corps : joues, front, mains, poitrine et genoux. Ce sang, recueilli par un témoin à l’aide d’un mouchoir ou un linge, formait à la surface du tissu déplié des dessins ou des inscriptions en différentes langues : latin, italien, hébreu, allemand, anglais moderne ou archaïque, français, grec. Natuzza était pourtant analphabète et ne connaissait aucune langue. Les lettres apparaissaient à l’intérieur des plis du tissu. Il ne s’agissait pas d’une écriture cursive, manuscrite, mais une suite de termes séparés comme des caractères d’imprimerie. Les thèmes étaient strictement spirituels : prières, psaumes, passages bibliques, etc.
Parmi les dessins, fins et nettement distincts, on a recensé des « cœurs sanglants », des croix, des chapelets, des saints portant une auréole, des anges parfois agenouillés, des couronnes d'épines, des chapelets, des flammes, des lys, des colombes. 
Un témoin oculaire rapporte les faits suivants : « Je remarquai sur sa table un mouchoir plié et maculé de sang que Natuzza venait évidemment d’abandonner là. […] je vis alors que le sang se déplaçait, s’agitait comme du mercure ; je n’arrivais pas à réaliser si le sang se trouvait à l’intérieur ou à l’extérieur, dans ou sur le mouchoir, mais je vis que se formait une hostie avec les lettres IHS et ensuite tout un ostensoir. Je restai abasourdi… » 
On a essayé d’expliquer ces faits par la suggestion, l’hypnose ou la télépathie. On a parlé de cryptomnésie (faculté de comprendre et de parler des langues jamais apprises). Ces saignements n'étaient pas douloureux, sauf pendant le Carême.

### Stigmatisation
L’hémographie ressemble dans une certaine mesure à la stigmatisation « figurative » : apparitions sans cause humaine de signes, dessins, mots ou groupe de mots sur la peau d’une personne. 
Natuzza a également reçu les stigmates (« imitatifs » : les cinq plaies de la Passion du Christ) en 1958, d’où le sang coulait presque sans interruption pendant tout le carême jusqu’au Vendredi Saint. Les blessures se refermaient alors mystérieusement, sans aide. 

### Joie
Natuzza disait avoir un sentiment de joie. Dans une de ses visions, elle entendit Jésus lui dire : « Tu souffriras beaucoup dans ton corps, mais quelle joie dans ton esprit ! » Natuzza expliquait : « Je ne souffre pas vraiment, je suis heureuse car je continue à aimer les autres et à donner une parole de réconfort à qui souffre. »

### Mort
Natuzza Evolo est morte le 1er novembre 2009, le jour où l'Église catholique célèbre la fête de tous les saints. Près de 30 000 personnes venant de toute l'Italie et de l'étranger, ont participé à ses funérailles qui furent célébrées le 3 novembre suivant. « Pour nous, elle est déjà sainte parce qu'elle est maintenant au Paradis », affirma à cette occasion l'évêque de Mileto-Nicotera-Tropea, Mgr Luigi Renzo, dans l'homélie de la célébration. Cinq évêques (de trois diocèses de Locri-Gerace, Catanzaro-Squillace et Lamezia et deux évêques émérites) et plus de 100 prêtres participèrent aux funérailles.

## Béatification
De nombreux fidèles et personnalités religieuses réclamèrent l'ouverture de la cause pour la béatification et canonisation de Natuzza Evolo. Considérée comme une sainte dès son vivant, cette réputation s'intensifia après sa mort. 
Le 28 octobre 2014, la Congrégation pour les causes des saints donne son nihil obstat pour l'ouverture de la cause de Natuzza Evolo. Celle-ci s’est ouverte solennellement le 6 avril 2019 dans le diocèse de Mileto-Nicotera-Tropea. Elle est alors considérée comme servante de Dieu, une des quatre étapes menant à la canonisation.  
Le fait que l'Église catholique ait engagé sa cause en canonisation ne signifie pas qu'elle reconnaît comme authentiques tous les phénomènes surnaturels que connut Natuzza Evolo. S'il est démontré que celle-ci vécut de manière héroïque les vertus chrétiennes et qu'un miracle est reconnu comme authentique, elle sera reconnue comme bienheureuse. Certains phénomènes surnaturels seront en effet pris en compte pour démontrer la profondeur spirituelle de la candidate à la canonisation, mais pour reconnaître comme authentique le fait de la stigmatisation notamment, l'Église devra entamer une nouvelle enquête.